# Zambesa ocypteroides
Zambesa ocypteroides är en tvåvingeart som beskrevs av Walker 1856. Zambesa ocypteroides ingår i släktet Zambesa och familjen parasitflugor. Inga underarter finns listade i Catalogue of Life.